# Погребняковка
Погребняковка (укр.  Погребняківка) — село,
Каменский сельский совет,
Двуречанский район,
Харьковская область, Украина.
Код КОАТУУ — 6321881507. Село ликвидировано в 1998 году.

## Географическое положение
Село Погребняковка находится возле урочища Погребняковка в 2-х км от реки Оскол (правый берег), в 4-х км от села Каменка.

## История
Село снято с учета в 1998 году.